# Kościół św. Augustyna w Jamach
Kościół św. Augustyna w Jamach – rzymskokatolicki kościół parafialny zlokalizowany we wsi Jamy w powiecie mieleckim (województwo podkarpackie). Funkcjonuje przy nim parafia św. Augustyna.

## Historia

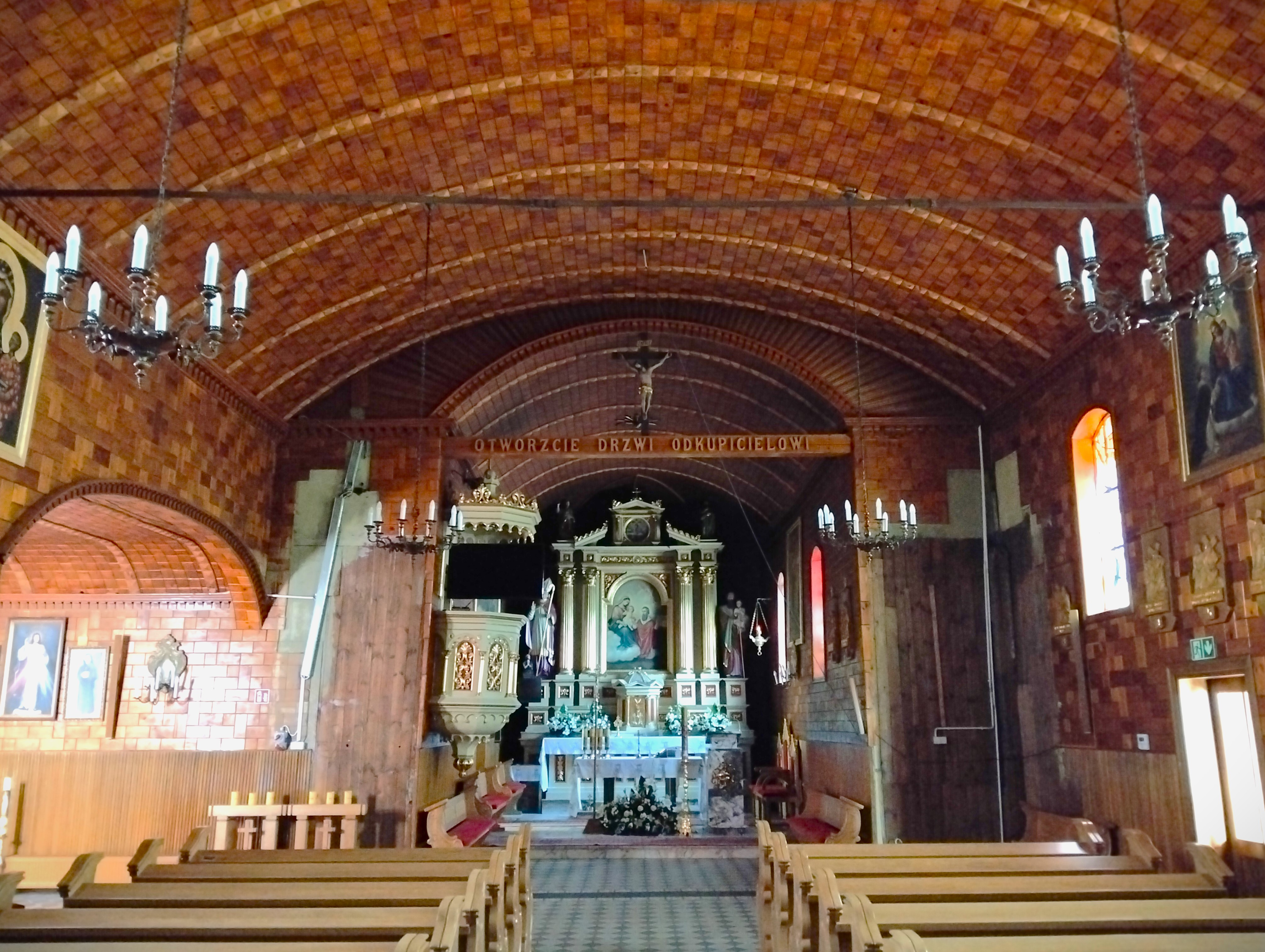
Wnętrze

Obiekt wzniesiono w 1692 w Wadowicach Górnych, po czym zakupiono i przeniesiono do Jam w 1916. W 1925 erygowano we wsi parafię.

## Wyposażenie
Kościół jest konstrukcji wieńcowej, oszalowany i jednonawowy, z węższym prezbiterium, które jest zamknięte trójbocznie, z przybudowaną zakrystią. Do nawy przylega kaplica zamknięta trójbocznie, natomiast od frontu zlokalizowana jest kruchta. Istnieje również druga kruchta boczna przebudowana w XXI wieku. Obiekt nakryty jest dachami dwuspadowymi. Nad nawą umieszczono barokową sygnaturkę z latarnią.
Wnętrze kryją pozorne sklepienia kolebkowe o łuku obniżonym, jak również płaskie stropy. Na wyposażeniu świątyni pozostają trzy późnobarokowe ołtarze (XVIII wiek) przeniesione z Wadowic Górnych. Chrzcielnicę wykonano w 1960 (rzeźbiarz Józef Tomczyk). Organy są siedmiogłosowe (1967, wykonawcą był Tadeusz Salwierz z Mielca).
W wolnostojącej, murowanej dzwonnicy parawanowej (trzy arkady) wiszą trzy dzwony – najstarszy z nich pochodzi z 1670 i ma inskrypcję niemieckojęzyczną. Drugi dzwon odlano w 1957, a trzeci (sygnaturkę) w 1956.

## Galeria

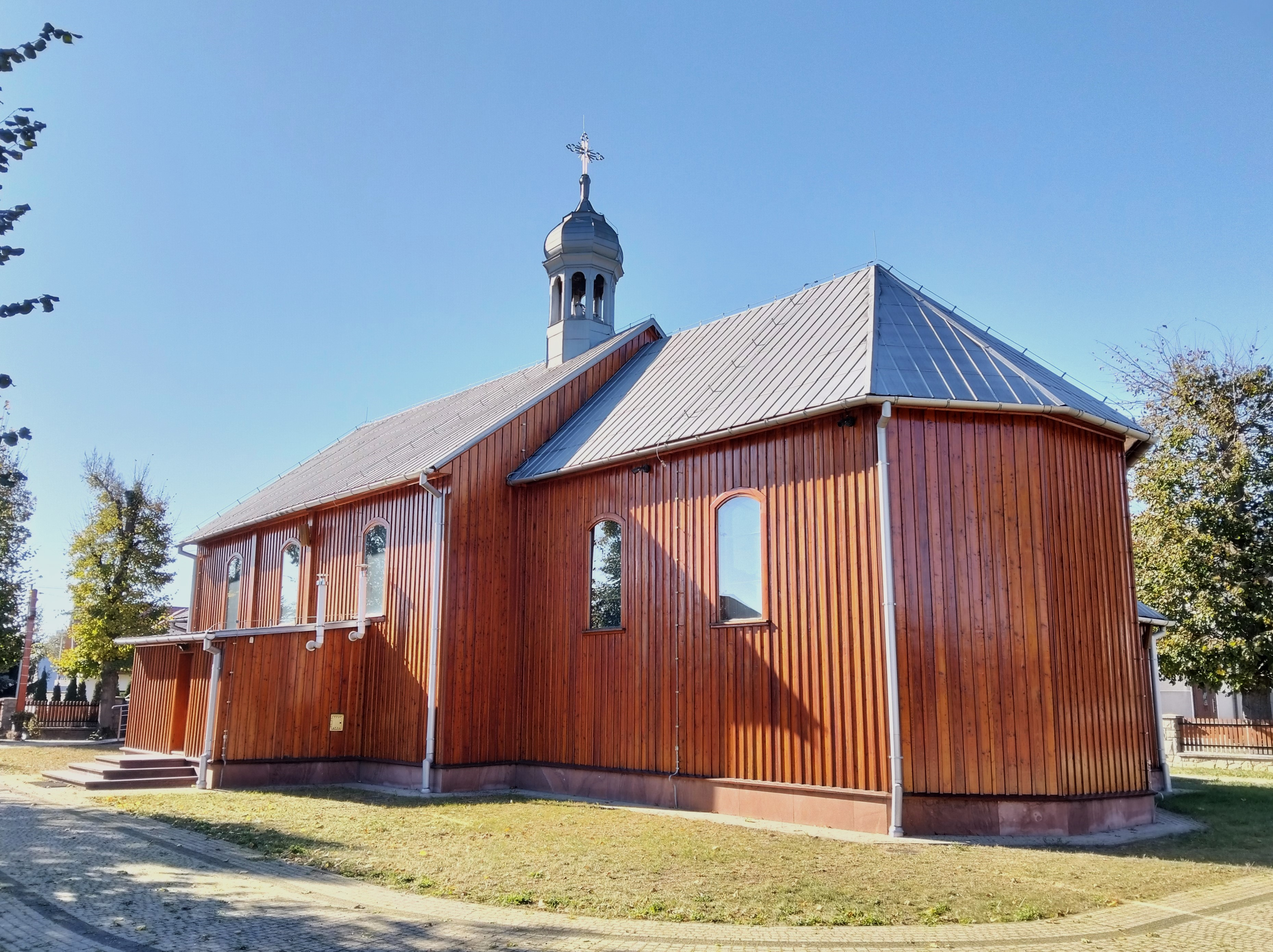
Widok od prezbiterium
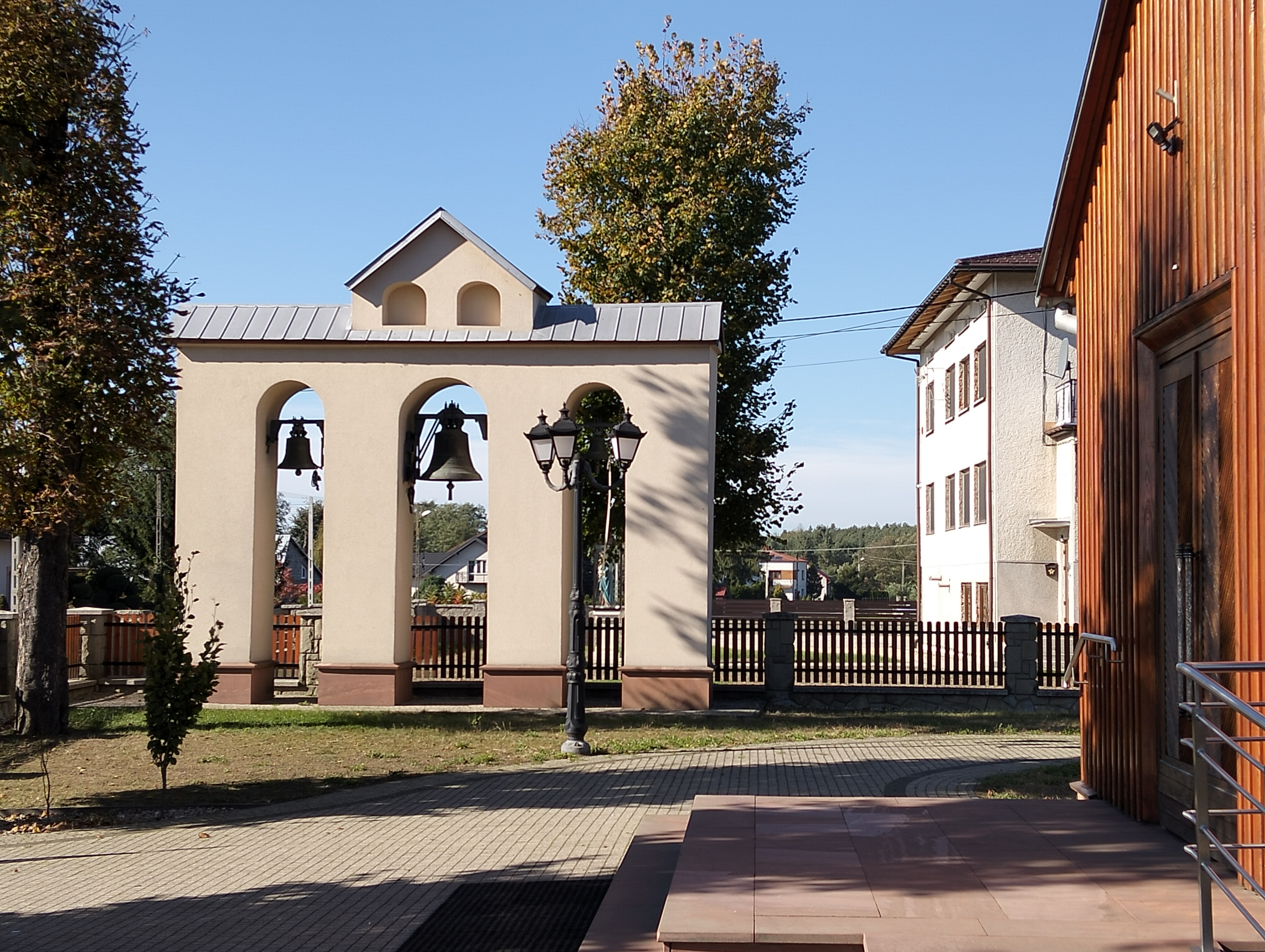
Dzwonnica parawanowa
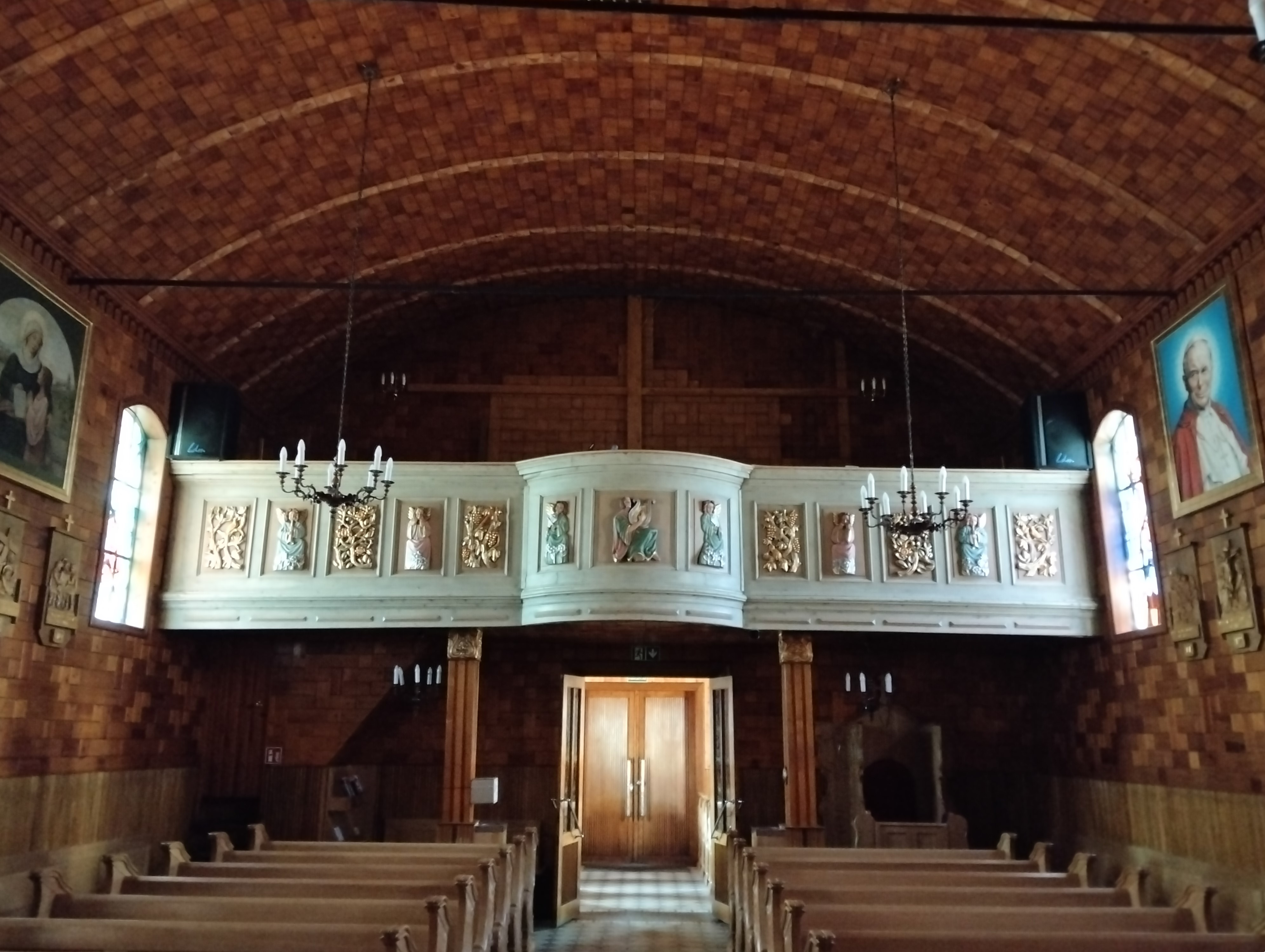
Chór